# امیکو یاماشیتا
امیکو یاماشیتا (انگلیسی: Emiko Yamashita؛ زادهٔ ۸ فوریهٔ ۱۹۵۳) بازیکن هندبال اهل ژاپن بود.